# If Love Was a Crime
If Love Was a Crime – utwór bułgarskiej piosenkarki Poli Genowej zaprezentowany premierowo 21 marca 2016 roku oraz wydany w formie singla 30 marca 2016 roku pod szyldem BNT i wytwórni muzycznej Universal. Piosenkę napisała sama Genowa oraz Borisław Milanow, Sebastian Arman, Joachim Persson i Johnny K. Palmer.
Jak przyznała sama Genowa, utwór opowiadał o „odwadze ludzi, którzy walczą o miłość i są gotowi do walki o swoje uczucia bez obaw o konsekwencje i opinię publiczną”. W nagraniu singla wziął gościnnie udział flecista Teodosi Spasow.
21 marca 2016 roku ogłoszono, że utwór „If Love Was a Crime” będzie konkursową propozycją Poli Genowej, reprezentantki Bułgarię w 61. Konkursie Piosenki Eurowizji organizowanym w Sztokholmie. 12 maja utwór został wykonany przez piosenkarkę w drugim półfinale konkursu i z piątego miejsca zakwalifikował się do finału. W sobotnim finale rozgrywanym 14 maja piosenka zajęła czwarte miejsce z dorobkiem 307 punktów, w tym 127 punktów od jurorów (7. miejsce) i 180 punktów od telewidzów (w tym m.in. maksymalnej noty 12 punktów z Cypru i Hiszpanii; 5. miejsce). Tym samym utwór zajął najwyższe miejsce w historii udziału Bułgarii w konkursie.

## Inne wersje językowe
Utwór został nagrany w języku greckim przez Demy i wydany pod tytułem „Isowia mazi” (gr. Ισόβια Μαζί).

## Lista utworów
CD single
1. „If Love Was a Crime” – 2:59
2. „If Love Was a Crime” (Karaoke Version) – 2:59

## Notowania na listach przebojów
| Kraj              | Lista (2016)            | Najwyższe miejsce |
| ----------------- | ----------------------- | ----------------- |
| Bułgaria          | Singles Top 40          | 1                 |
| Serbia            | Top 50 Serbija          | 1                 |
| Belgia (Flandria) | Ultratip Bubbling Under | 32                |
| Szwecja           | Singles Top 60          | 47                |
| Austria           | Ö3 Austria Top 40       | 72                |
| Szkocja           | Singles Top 100         | 73                |
| Francja           | Single Top 100          | 129               |
| Wielka Brytania   | Singles Top 200         | 200               |